# Ajsel Kujović
Ajsel Kujović (Kyrilliska: Ајсел Кујовић), född 1 mars 1986, är en svensk före detta fotbollsspelare som har spelat för bland annat Halmstads BK och Landskrona BoIS. Ajsel Kujović är bror till fotbollsspelaren Emir Kujović. Kujović arbetar numera som fotbollsagent. 
Kujović föddes i Montenegro men kom till Sverige som sexåring. Han började spela fotboll i Klippans BoIF och senare i Landskrona BoIS. 2004 blev han ungdomsproffs i holländska Feyenoord. Han flyttade hem till Sverige och Halmstads BK sommaren 2006. I november samma år debuterade han för Sveriges U21-landslag, i en vänskapslandskamp mot Frankrike. Hans kontrakt med HBK gick ut efter säsongen 2009 och klubben valde då att inte förlänga. I mars 2011 skrev Kujović på för Landskrona BoIS. Kontraktet sträckte sig över 1 år. Efter säsongen 2011 valde Landskrona att inte förlänga avtalet med Ajsel.
Inför säsongen 2016 återvände han till Varbergs BoIS. Efter säsongen 2017 avbröt han karriären på grund av en långdragen korsbandsskada.
Kujović arbetar idag som fotbollsagent och företräder bland andra Camil Jebara, Rasmus Cronvall och Amr Kaddoura.